# Gesellschaft und Demokratie in Deutschland
Gesellschaft und Demokratie in Deutschland ist ein 1965 erstmals erschienenes Buch von Ralf Dahrendorf. Mit diesem Beitrag zur historischen Soziologie legte Dahrendorf eine Gesamtanalyse der deutschen Gesellschaft vor, mit der er zeigen wollte, was seit dem 19. Jahrhundert der Verwirklichung einer liberalen Demokratie im Wege gestanden habe.

## Inhalt
Dahrendorf begreift in seiner Analyse das Vorherrschen autoritärer Staats- und Gesellschaftsbilder in Deutschland als Resultat einer längeren Entwicklungsgeschichte, deren deutlichstes Symptom der Nationalsozialismus war. Dahrendorf legt die Annahme zugrunde, dass liberale Demokratie durch vier zentrale Elemente gekennzeichnet ist, die zugleich Indikatoren für den Stand der Entwicklung einer demokratischen Gesellschaft sind:
1. Effektives Gleichgewicht der Bürgerrechte, damit die Teilnahmechancen aller Bürger trotz sozialer Schichtung gewährleistet sind.
2. Rationale Regelung sozialer Konflikte, was die Anerkennung ihrer Unvermeidlichkeit in einer liberalen Gesellschaft voraussetzt.
3. Eine „politische Klasse“, die in sich differenziert ist, jedoch durch soziale Zugehörigkeit und gemeinsame Wertvorstellungen verbunden ist.
4. Dominanz öffentlicher Tugenden im gesellschaftlichen Bewusstsein gegenüber nur privaten Einstellungen.

Im Buch werden mit Blick auf die vier Elemente die Bereiche Sozialstruktur und Staatsbürgerschaft, Herrschaft und soziale Konflikte, Eliten und Oberschicht sowie Werte und Öffentlichkeit untersucht. Dabei zeigt sich, dass die Durchsetzung liberaler Prinzipien in Deutschland durch die Persistenz antidemokratischer Ressentiments, obrigkeitsstaatlicher Institutionen und autoritärer Gesellschaftsmodelle gehindert wurde. Die deutsche Gesellschaft sei bis in das 20. Jahrhundert „quasi-feudal“ geblieben. Das habe sich erst mit dem Nationalsozialismus geändert. Dessen notwendiges, doch unbeabsichtigtes Resultat sei die Auflösung von Bindungen an Familie, Klasse, Religion und Region gewesen, eine „Modernität wider Willen“. Dennoch blieb auch die junge Bundesrepublik durch illiberale und demokratiefremde Züge charakterisiert.

### Wie war der 30. Januar 1933 möglich?
Eine der Leitfragen des Buches ist: „Wie war der 30. Januar 1933 möglich? Wie könnten wir einerseits die großen Stimmengewinne der Nationalsozialisten in den späten Jahren der Weimarer Republik, andererseits die im ganzen widerspruchslose Hinnahme der Machtübernahme Hitlers und seiner ersten Regierungsakte durch andere Parteien und Gruppen erklären?“ Den Hinweis auf einzelne Ereignisse als Kausalfaktoren weist Dahrendorf zurück: „Was heißt schon ‚Versailles‘? Wird hier nicht ein Naturgesetz impliziert, demzufolge Angehörige eines Volkes, dem in einem Friedensvertrag Gebietsabtrennungen und Reparationen auferlegt werden, fünfzehn Jahre später einer radikal-nationalen Partei ihre Stimme geben müssen? Und sieht es mit entsprechenden ‚Naturgesetzen‘ im Hinblick auf die Inflation und die Wirtschaftskrise besser aus?“ Dahrendorf leitet seine Antwort von den vier Indikatoren ab:
1. Ältere und engere Bindungen hielten die Menschen so stark in Fesseln, dass sie nicht in die Rolle moderner Staatsbürger hineinwachsen konnten. Die technische und wirtschaftliche Entwicklung schritt voran, die Menschen blieben unfähig und unwillig, ihre Interessen frei auf den Markt der politischen Entscheidungen zu tragen. Große Gruppen verhielten sich vordemokratisch, was sich in einer Sehnsucht und dem Ruf nach der „Nestwärme der geschlossenen Gesellschaft“ auswirkte.[4]
2. Das führte zu einer Aversion gegenüber sozialen Konflikten, stets wurde Gewissheit angestrebt: „Überall wurde also die Ordnung der Gegensätze in ihrer endgültigen Beseitigung, nicht dagegen in ihrer vernünftigen Regelung gesucht.“[4]
3. Der monopolistischen Elite des Kaiserreichs war in der Weimarer Republik keine selbstbewusste Führungsschicht gefolgt. Es standen Reste der alten Elite neben einem „Kartell der Angst derer, die sich unerwartet an der Spitze fanden und aus Mangel an sozialer Etabliertheit allenfalls zur Erhaltung des bestehenden Zustandes in der Lage waren.“[5] Eine Elite dieser Art hatte dem Ansturm einer entschiedenen Teilgruppe wenig Widerstand entgegenzusetzen.
4. Die Prävalenz der privaten Tugenden (gegenüber dem politischen Engagement) wirkte ähnlich wie im Bonapartismus. Auch die „deutschen Freunde des Privaten“ riefen „gleichsam stumm nach dem Usurpator.“[6]

Dass es Verbindungen zwischen Großindustrie (und Großagrariern) mit der NSDAP gab, hält Dahrendorf besonders für die Parteientwicklung bedeutsam, nicht aber für eine taugliche Erklärung der Machtübernahme: „Diese Theorie trägt unverkennbar Spuren einer Verschwörungstheorie. Durch die suggerierte Vorstellung geheimer Abmachungen zwischen den ins Übermächtige verzerrten Großkapitalisten und Hitler kommt die Theorie dem naiven Bedürfnis nach einer möglichst konkreten Erklärung sonst unverständlicher Phänomene entgegen. Methodisch ist sie gleichsam der Antisemitismus der Linken.“
Auf der politischen Ebene konnte zu Beginn des NS-Regimes „die nationalsozialistische Führungsclique sich mit einer anderen antidemokratischen und aktivistischen Elite, nämlich den autoritären Traditionsgruppen verbinden“ und dadurch die Macht gewinnen, die die Abschaffung der Weimarer Verfassung ermöglichte. Eine liberale Elite, die diese Entwicklung hätte aufhalten können, gab es nicht.

### Nationalsozialismus und soziale Revolution
Dass das Bündnis der traditionellen Eliten mit den Nationalsozialisten ein Irrtum war, erwies sich bald. „Denn die Revolution, die 1918 nicht stattgefunden hatte, die aufgehalten zu haben der einzige und tragische Erfolg der Weimarer Koalition war und die vor allem die Bundesgenossen der Nazis vom 30. Januar 1933 vermeiden wollten, setzte sich nun in Bewegung.“ Dahrendorf konstatiert: „Der Nationalsozialismus hat für Deutschland die in den Verwerfungen des kaiserlichen Deutschland verlorengegangene, durch die Wirrnisse der Weimarer Republik aufgehaltene soziale Revolution vollzogen. Der Inhalt dieser Revolution ist die Modernität.“
Der revolutionäre Schub in die Modernität war von den Nationalsozialisten unbeabsichtigt und dennoch notwendiges Resultat ihrer Herrschaft. Er stand auch im Widerspruch zum NS-Programm, das traditionelle Bindungen betonte. Tatsächlich jedoch wurden sehr schnell herkömmliche Bindungen aufgelöst. Dieser Prozess begann mit der Gleichschaltung und fand seine Fortsetzung mit der Etablierung der sozialen Rolle des Volksgenossen. Viele andere soziale Rollen der Menschen, Mitgliedschaften und Zugehörigkeiten wurden von dieser gleichen und öffentlichen Rolle geschluckt. Der Bundesbruder und der Genosse, der Christ, der Sohn, der Vater und vieles mehr musste dem Volksgenossen seinen Bereich abtreten. „Der Volksgenosse war die Galionsfigur der nationalsozialistischen Revolution.“
Widerstand regte sich spät. Dahrendorf bezeichnet ihn auf der Basis seiner vorherigen Überlegungen als „Gegenrevolution“, deren Ziel darin lag, den vorrevolutionären Zustand wiederherzustellen. Die nationalsozialistische Revolution habe wider Willen Modernität hervorgebracht. Die Gegenrevolution strebte nach Erhaltung traditioneller Bindungen an Familie und Klasse, Religion. Eine „Perversion der deutschen Geschichte“ wolle es, dass die Revolution in so teuflischer Gestalt kam und das der Widerstand der autoritären Traditionalisten so humane Formen annahm: „Der deutsche Widerstand gegen Hitler ist ein Ruhmesblatt deutscher Geschichte; aber er ist kein Schritt auf dem Weg der deutschen Gesellschaft zur Verfassung der Freiheit.“

## Rezeption
Sighard Neckel befindet, dass Dahrendorf in den 1960er Jahren mit Gesellschaft und Demokratie in Deutschland große Resonanz in der breiten Öffentlichkeit gewann. Er sei einer der wenigen Soziologen gewesen, die die Frage nach den Widerständen gegen eine Demokratie westlichen Zuschnitts in Deutschland gestellt habe. Eine derart umfassende Gesellschaftsanalyse habe es danach nicht mehr gegeben.
Jens Hacke nennt das Buch „eine Zeitdiagnose in nationalpädagogischer Absicht und mit sozialliberalem Impetus“, es selbst sei inzwischen Teil der Frühgeschichte der Bundesrepublik. In der Trias von historischer Erklärung, soziologischer Analyse und engagierter politischer Theorie bleibe Gesellschaft und Demokratie bis heute eine Ausnahme und könne wirkungsgeschichtlich kaum überschätzt werden. „Anregend, ja provokativ, wirkte Dahrendorfs Interpretation der nationalsozialistischen Herrschaft und ihrer gesellschaftlichen Folgen.“ Hacke hält jedoch Dahrendorfs Neigung, die NS-Propaganda von „Gleichschaltung“ und „Volksgemeinschaft“ für bare Münze zu nehmen, für anfechtbar. Neuere Untersuchungen hätten inzwischen belegt, dass sich die Sozialstruktur in der nationalsozialistischen Gesellschaft weit weniger änderte, als Dahrendorf annahm.
Jürgen Habermas urteilte 1965, gleich nach dem Erscheinen des Buches in einer Spiegel-Rezension, über Dahrendorf: „Er hegt keine Illusionen und nährt keine. (…) Er, der auf Traditionen des 17. Jahrhunderts zurückgeht, hieße in England vermutlich konservativ, in Amerika sicher republikanisch – hier aber bringt er mühelos alles Bestehende gegen sich auf, jedenfalls die verblasenen Parolen des Volkskanzlers und seiner Opposition.“

## Ausgaben
- Ralf Dahrendorf: Gesellschaft und Demokratie in Deutschland. Piper, München 1965.
- Ralf Dahrendorf: Gesellschaft und Demokratie in Deutschland. Deutscher Bücherbund, Stuttgart/Hamburg 1967.
- Ralf Dahrendorf: Society and democracy in Germany. Doubleday, Garden City 1967.
- Ralf Dahrendorf: Sociologia della Germania contemporanea. Il Saggiatore, Milano 1968.
- Ralf Dahrendorf: Society and democracy in Germany. Weidenfeld and Nicolson, London 1958.
- Ralf Dahrendorf: Gesellschaft und Demokratie in Deutschland. Ungekürzte Sonderauflage. Piper, München 1968.
- Ralf Dahrendorf: Gesellschaft und Demokratie in Deutschland. 5. Auflage. Deutscher Taschenbuch-Verlag, München 1977, ISBN 3-423-00757-5 (erste Taschenbuchauflage erschien 1971).